# استثنایی‌ها (فیلم ۲۰۱۹)
استثنایی‌ها (فرانسوی: Hors normes‎) یک فیلم در ژانر کمدی است که در سال ۲۰۱۹ منتشر شد.

## داستان
«استثنایی‌ها» یک درام روحیه‌بخش و داستان واقعی استفان بنامو و داود تتو، دو دوست از دو مذهب متفاوت است که ۲۰ سال پیش برای کودکان مبتلا به اوتیسم، دو سازمان غیرانتفاعی راه‌اندازی کردند.